# Andrea Ypsilanti

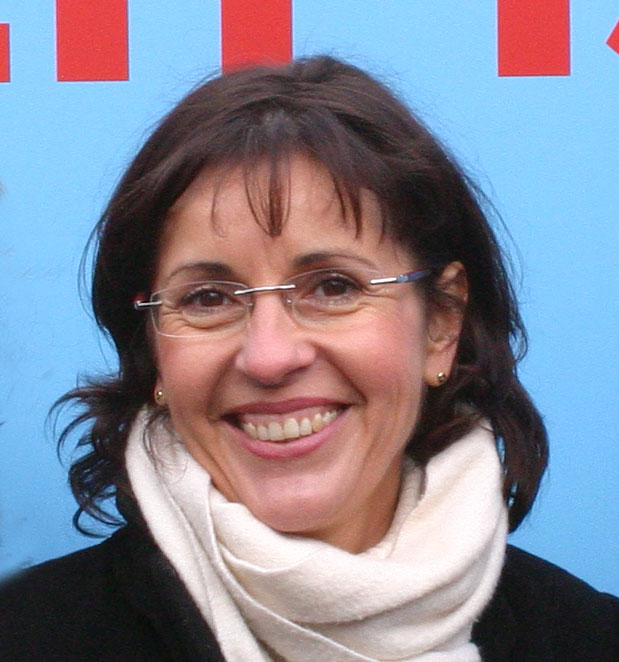
Andrea Ypsilanti in 2008

Andrea Ypsilanti, geboren als Andrea Dill (Rüsselsheim, 8 april 1957), is een Duitse politica. Zij was tussen maart 2003 en januari 2009 voorzitter van de SPD in de deelstaat Hessen, waarvan zij de laatste twee jaar ook actief was als SPD-fractieleider in de Hessische Landdag.

## Carrière
Ypsilanti werkte onder meer als secretaresse en airhostess bij Lufthansa. De naam Ypsilanti kreeg ze van haar eerste echtgenoot, die van Griekse afkomst was. Zij studeerde sociologie, politieke wetenschappen en pedagogie aan de Goethe-universiteit van Frankfurt. In 1986 trad ze toe tot de SPD en van 1991 tot 1993 was ze voorzitster van de Hessische Jusos, de jongerenorganisatie van de partij. In 1999 werd ze in de Hessische landdag verkozen en in 2005 in het nationale partijbestuur.
Bij de Hessische deelstaatverkiezingen van 2008 was Ypsilanti lijsttrekker. Onder haar leiding boekte de SPD een behoorlijke winst en werd zij de tweede partij, met slechts 3500 stemmen (0,1%) minder dan de CDU. In de hieropvolgende coalitieonderhandelingen zorgde Ypsilanti binnen de SPD echter voor consternatie door te streven naar een regering met Die Linke, om zo minister-president Roland Koch (CDU) uit het zadel te lichten. Verscheidene SPD'ers hadden hier grote moeite mee, omdat Ypsilanti vóór de verkiezingen had beloofd elke samenwerking met Die Linke uit te sluiten. Ook haar poging om, met gedoogsteun van Die Linke, een minderheidsregering te vormen met Bündnis 90/Die Grünen kreeg niet genoeg draagvlak. De heisa rond Ypsilanti breidde zich uit naar nationaal niveau en droeg bij tot de terugtrekking van partijvoorzitter Kurt Beck.
Omdat ook de CDU er niet in slaagde een kabinet te vormen, werden in Hessen uiteindelijk nieuwe verkiezingen uitgeschreven, die plaatsvonden in januari 2009. Ypsilanti was hierbij geen lijsttrekker meer: nadat gebleken was dat verschillende prominenten van de Hessische SPD geen vertrouwen meer in haar hadden, trad zij terug ten voordele van Thorsten Schäfer-Gümbel. Toen de SPD er bij de verkiezingen van 2009 sterk op achteruit ging en haar (tot dan toe) slechtste resultaat ooit in Hessen behaalde, legde Ypsilanti ook haar taken als partijleider en fractieleider in de Landdag neer. Later dat jaar gaf ze ook op bondsniveau haar plaats in het partijbestuur op.

## Standpunten
Andrea Ypsilanti geldt als links. Zij steunde de invoering van volledige schooldagen en de afschaffing van opleidingsgelden. Ook verweerde ze zich tegen Hartz IV, al had ze op het partijcongres vóór de Agenda 2010 gestemd. Zij ondersteunde hernieuwbare energie en minimumlonen.
- Gemeinsame Normdatei: 138144990
- International Standard Name Identifier: 0000 0003 8191 1430
- Library of Congress Control Number: no2010008478
- Virtual International Authority File: 262395005
- WorldCat: E39PBJr7QV8Gq6b44qFtJhx4bd